# Andorra nos Jogos Olímpicos de Inverno de 2018
Andorra participou dos Jogos Olímpicos de Inverno de 2018, realizados na cidade de Pyeongchang, na Coreia do Sul.
O país fez sua décima segunda aparição em Olimpíadas de Inverno desde que estreou nos Jogos de 1976, em Innsbruck. Sua delegação foi composta de cinco atletas que competiram em três esportes.

## Desempenho

### Esqui alpino
Feminino
| Atleta           | Evento | Descida 1 | Descida 2 | Total   | Pos. |
| ---------------- | ------ | --------- | --------- | ------- | ---- |
| Mireia Gutiérrez | Slalom | 53.22     | 52.84     | 1:46:06 | 30º  |

Masculino
| Atleta             | Evento         | Descida 1 | Descida 2 | Total   | Pos. |
| ------------------ | -------------- | --------- | --------- | ------- | ---- |
| Marc Oliveras      | Combinado      | 1:21.67   | 52.97     | 2:14.64 | 29º  |
| Marc Oliveras      | Downhill       |           |           | DNF     | DNF  |
| Marc Oliveras      | Super-G        |           |           | 1:27.84 | 33º  |
| Joan Verdú Sánchez | Combinado      | 1:23.01   | 49.53     | 2:12.54 | 27º  |
| Joan Verdú Sánchez | Downhill       |           |           | 1:44.65 | 37º  |
| Joan Verdú Sánchez | Slalom gigante | 1:12.06   | DNF       | DNF     | DNF  |
| Joan Verdú Sánchez | Super-G        |           |           | 1:26.86 | 28º  |

### Esqui cross-country
Masculino
| Atleta                  | Evento          | Clássico | Clássico | Livre   | Livre | Semifinal | Semifinal | Final     | Final |
| Atleta                  | Evento          | Tempo    | Pos.     | Tempo   | Pos.  | Tempo     | Pos.      | Tempo     | Pos.  |
| ----------------------- | --------------- | -------- | -------- | ------- | ----- | --------- | --------- | --------- | ----- |
| Irineu Esteve Altimiras | 15 km livre     |          |          |         |       |           |           | 35:40.7   | 27º   |
| Irineu Esteve Altimiras | 30 km skiathlon | 43:16.5  | 45º      | 38:31.2 | 46º   |           |           | 1:21:47.7 | 46º   |
| Irineu Esteve Altimiras | 50 km clássico  |          |          |         |       |           |           | 2:19:08.3 | 34º   |

### Snowboard
Masculino
| Atleta              | Evento          | Preliminar | Preliminar | Oitavas | Quartas     | Semifinal   | Final       | Final       |
| Atleta              | Evento          | Tempo      | Pos.       | Posição | Posição     | Posição     | Posição     | Pos.        |
| ------------------- | --------------- | ---------- | ---------- | ------- | ----------- | ----------- | ----------- | ----------- |
| Lluís Marin Tarroch | Snowboard cross | 1:15.37    | 30º        | 5º      | Não avançou | Não avançou | Não avançou | Não avançou |

Legenda
| Recorde mundial      | Recorde mundial (World record)               |                       | Recorde africano                      | Recorde africano (African) |                                           | Q | Classificado por posição (Qualified) |
| Recorde olímpico     | Recorde olímpico (Olympic record)            | Recorde da América    | Recorde da América (Americas)         | q                          | Classificado por melhor tempo (Qualified) |   |                                      |
| Melhor marca do ano  | Melhor marca do ano (World leading)          | Recorde asiático      | Recorde asiático (Asian)              | DNS                        | Não largou (Did not start)                |   |                                      |
| Recorde nacional     | Recorde nacional (National record)           | Recorde europeu       | Recorde europeu (European)            | DNF                        | Não terminou (Did not finish)             |   |                                      |
| Recorde pessoal      | Recorde pessoal do atleta (Personal best)    | Recorde da Oceania    | Recorde da Oceania (Oceania)          | DSQ / DQ                   | Desclassificado (Disqualified)            |   |                                      |
| Recorde da temporada | Recorde da temporada do atleta (Season best) | Recorde sul-americano | Recorde sul-americano (South America) | NM                         | Sem marca (No mark)                       |   |                                      |